# Celebrate (låt av Daria Kinzer)
"Celebrate" (svenska: Fira) är en låt framförd av den kroatiska sångerskan Daria Kinzer. Låten var Kroatiens bidrag vid Eurovision Song Contest 2011 i Düsseldorf, Tyskland. Låten är komponerad av Boris Đurđević samt skriven av Andrea Čubrić.

### Fotnoter
1. ↑  Webb, Glen (5 mars 2011). ”Croatia: Daria Kinzer will sing Break A Leg in Düsseldorf”. EBU. http://www.eurovision.tv/page/news?id=26613&_t=croatia_daria_kinzer_will_sing_break_a_leg_in_duesseldorf. (engelska)